# Pery Ribeiro
Pery Ribeiro (eigentlich Peri Martins, * 27. Oktober 1937 in Rio de Janeiro; † 24. Februar 2012 ebenda) war ein brasilianischer Schauspieler und Sänger, der als einer der zentralen Figuren des Bossa Nova und der Música Popular Brasileira gilt.

## Leben
Pery Ribeiro war Sohn des Komponisten Herivelto Martins und der Sängerin Dalva de Oliveira; seine Karriere begann er bereits 1944 als Kinderschauspieler in dem Film Berlim na Batucada von Luís de Barros. Als Sänger debütierte er 1959 in Paulo Gracindos Radioshow im Rádio Nacional, wo er den Bühnennamen Pery Ribeiro annahm. 1960 veröffentlichte er den ersten Song Não Devo Insistir; es folgten ab 1961 Bossa-Nova-Klassiker wie Manhã de Carnaval und Samba de Orfeu, komponiert von Luiz Bonfá/Antônio Maria oder Barquinho (von Roberto Menescal/Ronaldo Bôscoli). 1962 legte er sein Debütalbum Pery Ribeiro e Seu Mundo de Canções Românticas, bei dem er von Gitarrist Luiz Bonfá begleitet wurde, und der Hit Garota de Ipanema (Tom Jobim/Vinícius de Moraes).
1964 folgte Ribeiros Album Pery Muito Mais Bossa mit Kompositionen von Baden Powell, Eumir Deodato u. a., im selben Jahr gründete er mit Leny Andrade und den Bossa 3 das Ensemble Gemini V, mit dem eine Reihe von Alben entstanden. 1967 konzertierte er in Mexiko; 1966 ging Ribeiro mit der Truppe Bossa Rio (u. a. mit Sérgio Mendes) auf eine USA-Tournee. Ribeiro, der seine Karriere bis kurz vor seinem Tod fortsetzte, starb mit 74 Jahren in einem Krankenhaus in Rio de Janeiro an den Folgen eines Herzinfarkts.

## Diskographische Hinweise
- Gemini V (EMI Music Distribution, 1966)
- Gemini Cinco Anos Depois Pery Ribeiro & Leny Andradeu (EMI Music Distribution)
- Homenagem a Nelson Goncalves (CID, 2003)
- Color of My Bossa (Universal Music Latino, 2004)

## Filmographie (Auswahl)
- 1944: Berlim na Batucada (Regie: Luiz de Barros)
- 1948: Fogo na Canjica (Regie: Luiz de Barros)
- 1962: O Vendedor de Lingüiças (Regie: Glauco Mirko Laurelli)
- 1966: Essa Gatinha é Minha (Regie: Jece Valadão)
- 1971: Vanished (Fernsehserie, Regie: Buzz Kulik)
- 2006: Alabê de Jerusalém (Regie: Bárbara Velloso)